# Saint-Palais-de-Phiolin
Saint-Palais-de-Phiolin là một xã trong tỉnh Charente-Maritime trong vùng Nouvelle-Aquitaine, tây nam nước Pháp. Xã Saint-Palais-de-Phiolin nằm ở khu vực có độ cao trung bình 30 mét trên mực nước biển.